# Secretaría de Desarrollo Económico de la Ciudad de México
La Secretaría de Desarrollo Económico de la Ciudad de México, por sus siglas SEDECO, es la dependencia de la administración pública de la Ciudad de México, que tiene a su cargo el desarrollo y regulación de las actividades económicas en los sectores industrial.

## Funciones
Conforme a la Ley Orgánica de la Administración Pública Federal algunas de las funciones que le corresponde específicamente a la Secretaría de Desarrollo Económico de la Ciudad de México son las siguientes:
- Establecer las políticas y programas generales en materia de desarrollo, promoción y fomento económico, así como formular, conducir, coordinar y evaluar los programas sectoriales y delegacionales correspondientes;
- Formular y ejecutar los programas específicos en materia industrial, de comercio exterior e interior, abasto, servicios, desregulación económica y desarrollo tecnológico;
- Promover y coordinar los programas de promoción del comercio exterior y la inversión extranjera en los distintos sectores de la economía de la Ciudad de México;
- Promover, orientar y estimular el desarrollo y modernización del sector empresarial de la Ciudad de México y coordinar las acciones de otras dependencias en esta materia;
- Organizar, promover y coordinar la instalación y seguimiento de consejos de fomento a las empresas, en materia de inversión y desarrollo económico para incentivar las actividades productivas;
- Actuar como órgano coordinador y enlace con las cámaras, asociaciones y representaciones del sector empresarial, con la banca de desarrollo, cooperativas, sector social y otras instancias que coadyuven al desarrollo económico de la ciudad;
- Formular y proponer, en el marco de los programas de desregulación y simplificación administrativa, las acciones que incentiven la creación de empresas, la inversión y el desarrollo tecnológico, fortaleciendo el mercado interno y la promoción de las exportaciones;
- Promover en coordinación con la Subsecretaría del Sistema Penitenciario del Distrito Federal, el desarrollo de la industria penitenciaria en el Distrito Federal.

## Estructura orgánica
Conforme al Reglamento Interior de la Administración Pública del Distrito Federal, a la Secretaría de Desarrollo Económico de la Ciudad de México le corresponde la siguiente estructura orgánica:
- Secretario de Desarrollo Económico de la Ciudad de México: Fadlala Akabani Hneide
  - Subsecretaría de Desarrollo Económico
  - Dirección Ejecutiva de Administración y Finanzas
  - Dirección General de Abasto, Comercio y Distribución
  - Dirección General de Desarrollo y Sustentabilidad Energética
  - Coordinación de Proyectos Legislativos y Estudios Jurídicos
  - Coordinación General de la Central de Abasto

## Secretarios de Desarrollo Económico
| JEFE (A) DE GOBIERNO          | TITULAR                         | INICIO DE MANDATO       | FIN DE MANDATO         |
| ----------------------------- | ------------------------------- | ----------------------- | ---------------------- |
| Cuauhtémoc Cárdenas Solórzano | Leticia Calzada Gómez           | 5 de diciembre de 1997  | 4 de diciembre de 2000 |
| Rosario Robles Berlanga       | Leticia Calzada Gómez           | 5 de diciembre de 1997  | 4 de diciembre de 2000 |
| Andrés Manuel López Obrador   | Alejandro Encinas Rodríguez     | 5 de diciembre de 2000  | 20 de marzo de 2002    |
| Andrés Manuel López Obrador   | Jenny Saltiel Cohen             | 21 de marzo de 2003     | 4 de diciembre de 2006 |
| Alejandro Encinas Rodríguez   | Jenny Saltiel Cohen             | 21 de marzo de 2003     | 4 de diciembre de 2006 |
| Marcelo Ebrard Casaubón       | Laura Velázquez Alzúa           | 5 de diciembre de 2006  | 31 de enero de 2012    |
| Miguel Ángel Mancera Espinosa | Salomón Chertorivski Woldenberg | 5 de diciembre de 2012  | 9 de diciembre de 2017 |
| Miguel Ángel Mancera Espinosa | José Francisco Caballero García | 10 de diciembre de 2017 | 4 de diciembre de 2018 |
| José Ramón Amieva Gálvez      | José Francisco Caballero García | 10 de diciembre de 2017 | 4 de diciembre de 2018 |
| Claudia Sheinbaum Pardo       | José Luis Beato González        | 5 de diciembre de 2018  | 20 de octubre de 2019  |
| Claudia Sheinbaum Pardo       | Fadlala Akabani Hneide          | 20 de octubre de 2019   | En el cargo            |
| Marti Batres Guadarrama       | Fadlala Akabani Hneide          | 20 de octubre de 2019   | En el cargo            |

- Gobierno de Cuauhtémoc Cárdenas Solórzano (1997 - 1999)
  - (1997 - 1999): Leticia Calzada Gómez[4]

- Gobierno de Rosario Robles (1999 - 2000)
  - (1999 - 2000): Leticia Calzada Gómez

- Gobierno de Andrés Manuel López Obrador (2000 - 2005)
  - (2000 - 2002): Alejandro Encinas

- Gobierno de Alejandro Encinas Rodríguez (2005 - 2006)
  - (19 de febrero de 2002 - 4 de diciembre de 2006): Jenny Saltiel Cohen

- Gobierno de Marcelo Ebrard Casaubón (2006 - 2012)
  - (5 de diciembre de 2006 - 31 de enero de 2012): Laura Velázquez Alzúa

- Gobierno de Miguel Ángel Mancera (2012 - 2018)
  - (5 de diciembre de 2012 - 9 de diciembre de 2017): Salomón Chertorivski Woldenberg[5]

- Gobierno de Claudia Sheinbaum (2018 - 2019)
  - (5 de diciembre de 2018 - 20 de octubre de 2019): José Luis Beato González[6]
  - (21 de octubre de 2019 - En el cargo): Fadlala Akabani Hneide[7]